# Finnische Squashnationalmannschaft
Die finnische Squashnationalmannschaft ist die Gesamtheit der Kader des finnischen Squashverbandes Suomen Squashliitto. In ihm finden sich finnische Sportler wieder, die ihr Land sowohl in Einzel- als auch in Teamwettbewerben national und international im Squashsport repräsentieren.

## Historie

### Herren
Finnland nahm erstmals 1981 bei einer Weltmeisterschaft teil. Ihr Debüt schloss die Mannschaft mit dem zehnten Platz ab. 1989 überstand sie zum ersten Mal die Gruppenphase und zog ins Viertelfinale ein. Zwei Jahre später gelang Finnland im heimischen Helsinki mit dem dritten Platz das beste Resultat bei Weltmeisterschaften. Ein weiterer Halbfinaleinzug gelang 1993 in Karatschi, wo Finnland letztlich Rang vier belegte. Bei den folgenden drei Turnieren erreichte Finnland jeweils das Viertelfinale, 2001 noch das Achtelfinale. Zwischen 2003 und 2009 scheiterte die Mannschaft jeweils in der Gruppenphase, ehe sie 2011, 2013 und 2017 jeweils ins Achtelfinale einzog.
Sehr erfolgreich war Finnland bei Europameisterschaften. Erstmals erreichte die Mannschaft 1978 das Halbfinale und schloss das Turnier auf Rang vier ab. Zwei Jahre später in Helsinki verbesserte Finnland sich auf Rang drei. Es folgten weitere Podestplatzierungen, als die Mannschaft zwischen 1984 und 1990 siebenmal in Folge die Meisterschaft auf Rang drei abschloss. 1991 und 1992 wurde sie erstmals Vizeeuropameister hinter England. Diesen Erfolg wiederholte Finnland nochmals 1995 und 1998. Zwischen 1995 und 2001 erreichte sie zudem immer mindestens das Halbfinale.

## Letzter WM-Kader
Bei der letzten Weltmeisterschaft 2017 bestand die finnische Mannschaft aus den folgenden Spielern:
| Rang | Name          | Geburtsdatum       | WRL | Einsätze | Siege | Niederlagen |
| ---- | ------------- | ------------------ | --- | -------- | ----- | ----------- |
| 1.   | Olli Tuominen | 15. April 1979     | 47  | 4        | 1     | 3           |
| 2.   | Miko Äijänen  | 18. Juli 1997      | 151 | 5        | 2     | 3           |
| 3.   | Jami Äijänen  | 18. April 1996     | 138 | 6        | 1     | 5           |
| 4.   | Matias Tuomi  | 30. September 1985 | 139 | 3        | –     | 3           |

## Bilanz
| Herren |                    |                    |                    |                    |                    |
| Jahr   | Austragungsort     | Runde              | Platzierung        | Siege              | Niederlagen        |
| 1967   | Melbourne          | nicht teilgenommen | nicht teilgenommen | nicht teilgenommen | nicht teilgenommen |
| 1969   | Birmingham         | nicht teilgenommen | nicht teilgenommen | nicht teilgenommen | nicht teilgenommen |
| 1971   | Palmerston North   | nicht teilgenommen | nicht teilgenommen | nicht teilgenommen | nicht teilgenommen |
| 1973   | Johannesburg       | nicht teilgenommen | nicht teilgenommen | nicht teilgenommen | nicht teilgenommen |
| 1976   | Birmingham         | nicht teilgenommen | nicht teilgenommen | nicht teilgenommen | nicht teilgenommen |
| 1977   | Toronto            | nicht teilgenommen | nicht teilgenommen | nicht teilgenommen | nicht teilgenommen |
| 1979   | Brisbane           | nicht teilgenommen | nicht teilgenommen | nicht teilgenommen | nicht teilgenommen |
| 1981   | Stockholm          | Gruppenphase       | 10.                | 5                  | 3                  |
| 1983   | Auckland           | Gruppenphase       | 13.                | 5                  | 4                  |
| 1985   | Kairo              | Gruppenphase       | 10.                | 5                  | 4                  |
| 1987   | London             | Gruppenphase       | 11.                | 5                  | 3                  |
| 1989   | Singapur           | Viertelfinale      | 6.                 | 4                  | 4                  |
| 1991   | Helsinki           | Halbfinale         | 3.                 | 3                  | 2                  |
| 1993   | Karatschi          | Halbfinale         | 4.                 | 2                  | 3                  |
| 1995   | Kairo              | Viertelfinale      | 8.                 | 1                  | 5                  |
| 1997   | Petaling Jaya      | Viertelfinale      | 7.                 | 2                  | 4                  |
| 1999   | Kairo              | Viertelfinale      | 5.                 | 3                  | 3                  |
| 2001   | Melbourne          | Achtelfinale       | 12.                | 3                  | 4                  |
| 2003   | Wien               | Gruppenphase       | 25.                | 4                  | 3                  |
| 2005   | Islamabad          | Gruppenphase       | 18.                | 2                  | 3                  |
| 2007   | Chennai            | Gruppenphase       | 21.                | 3                  | 3                  |
| 2009   | Odense             | Gruppenphase       | 19.                | 2                  | 3                  |
| 2011   | Paderborn          | Achtelfinale       | 11.                | 3                  | 4                  |
| 2013   | Mülhausen          | Achtelfinale       | 14.                | 3                  | 4                  |
| 2015   | Kairo              | keine Austragung   | keine Austragung   | keine Austragung   | keine Austragung   |
| 2017   | Marseille          | Achtelfinale       | 15.                | 2                  | 4                  |
| 2019   | Washington, D.C.   | nicht teilgenommen | nicht teilgenommen | nicht teilgenommen | nicht teilgenommen |
| Gesamt | 18 / 26 Teilnahmen | 18 / 26 Teilnahmen | 0 Titel            | 57                 | 63                 |